# Miss Supranational 2016
O Miss Supranacional 2016 foi a 8ª edição do tradicional concurso de beleza feminino Miss Supranacional. O concurso aconteceu em Krynica-Zdrój, Polônia, e pela primeira vez o evento também teve uma cidade co-anfitriã, Poprad, na Eslováquia. A final foi aconteceu no MOSiR Hall, quando Stephania Stegman coroou a indiana Srinidhi Shetty como vencedora, e foi televisionada pela Polsat e transmitada via livestream no Facebook do concurso.

## Resultados

### Colocações
| Posição                 | País e Candidata |
| Vencedora               | - Índia - Srinidshi Shetty |
| 2º. Lugar               | - Venezuela - Valeria Vespoli |
| 3º. Lugar               | - Suriname - Jaleesa Pigot |
| 4º. Lugar               | - Sri Lanca - Ornella Gunesekere |
| 5º. Lugar               | - Hungria - Korinna Kocsis |
| (TOP 10) Semifinalistas | - Bielorrússia - Polina Pimahina - Eslováquia - Lenka Tekeljaková - Indonésia - Intan Aletrino - Mianmar - Swe Zin Htet - Polônia - Ewa Mielnicka |
| (TOP 25) Semifinalistas | - Argentina - Wanessa Emiliana - Austrália - Silka Kurzak - Brasil - Clóris Junges - Filipinas - Joanna Eden - Holanda - Milenka Janssen - Japão - Risa Nagashima - Maurício - Ambika Geetanjalee - México - Cynthia de la Vega - Panamá - Maibeth González - Paraguai - Viviana Florentin - Rússia - Vlada Gritsenko - Romênia - Sînziana Sîrghi - Ruanda - Colombe Akiwacu - Ucrânia - Lenna Anastasiia - Vietnã - Khả Trang |

### Prêmios Especiais
Foram distribuídos os seguintes prêmios este ano:
| Prêmio              | País e Candidata               |
| Miss Internet       | - Indonésia - Intan Aletrino   |
| Miss Fotogenia      | - Suriname - Jaleesa Pigot     |
| Miss Top Model      | - Argentina - Wanessa Emiliana |
| Melhor Vestido      | - Romênia - Sînziana Sîrghi    |
| Melhor Corpo        | - Rússia - Vlada Gritsenko     |
| Melhor Traje Típico | - Vietnã - Khả Trang           |

### Ordem dos Anúncios
| 1. Maurício 2. Sri Lanca 3. Rússia 4. Filipinas 5. Hungria 6. Ruanda 7. Brasil 8. Polônia 9. Paraguai 10. Japão 11. Vietnã 12. Índia 13. Venezuela 14. Indonésia 15. México 16. Panamá 17. Bielorrússia 18. Argentina 19. Romênia 20. Austrália 21. Holanda 22. Ucrânia 23. Mianmar 24. Eslováquia 25. Suriname | 1. Indonésia 2. Mianmar 3. Índia 4. Hungria 5. Venezuela 6. Sri Lanca 7. Suriname 8. Bielorrússia 9. Polônia 10. Eslováquia | 1. Venezuela 2. Hungría 3. Índia 4. Sri Lanka 5. Suriname |  |

## Jurados

### Final
1. Krzysztof Gojdź, membro da AAAM;
2. Piotr Walczak, CEO da Lactalis Polska;
3. Tomasz Barański, coreógrafo e dançarino;
4. Stephania Stegman, Miss Supranational 2015;
5. Gerhard von Lipiński, presidente da Nowa Scena.
6. Robert Czepiel, diretor executivo da Jubiler Schubert;
7. Tomasz Szczepanik, o vocalista da banda Pectus;
8. Eryk Szulejewski, diretor de imprensa da Polsat;
9. Jozef Oklamčák, dono da Oklamčák Production;
10. Rafał Maślak, modelo e Mister Polônia 2014;
11. Asha Bhat, Miss Supranational 2014;

## Programação Musical
As músicas tocadas em cada entrada foram:
- Abertura: Can't Stop the Feeling! de Justin Timberlake.
- Parade of Nations #1: Do It Right de Martin Solveig.
- Parade of Nations #2: Cake by the Ocean de DNCE.
- Parade of Nations #3: My Way de Calvin Harris.
- Desfile de Biquini: : Peanut Butter Jelly de Galantis.
- Desfile de Gala: What a Wonderful World de Louis Armstrong e Crying Time de Ray Charles por Andrzej Cierniewski (Ao vivo).
- Sportswear: Rinse & Repeat de Riton com Kah-Lo.
- Apresentação Musical: Waiting All Night de Rudimental por Dhami e K-Leah (Ao vivo).
- Desfile Top 10: Gecko de Oliver Heldens com Becky Hill.
- Final Look: Adventure of a Lifetime de Coldplay.

## Quadro de Prêmios

### Rainhas Continentais
As mais bem posicionadas por continentes:
| Posição  | País e Candidata               |
| África   | - Maurício - Ambika Callychurn |
| Américas | - Venezuela - Valeria Vespoli  |
| Ásia     | - Índia - Srinidshi Shetty     |
| Europa   | - Hungria - Korinna Kocsis     |
| Oceania  | - Austrália - Silka Kurzak     |

## Candidatas
Disputaram o título este ano:
| - África do Sul - Talitha Bothma - Albânia - Geljana Elmasllari - Alemanha - Anja-Vanessa Peter - Angola - Maria Moisés - Argentina - Wanessa Emiliana - Austrália - Silka Kurzak - Bielorrússia - Polina Pimahina - Bélgica - Amina Serroukh - Bolívia - Yesenía Barrientos - Brasil - Clóris Junges - Canadá - Hanna Begović - Chile - Maria Munizaga - China - Xuan Huang - Colômbia - Lorena de Lima - Coreia do Sul - Dasol Lee - Costa Rica - Paola Chacón - Croácia - Petra Bojić - Dinamarca - Malane Sørensen - Equador - Maria Isabel Pineyro - Egito - Manet Mahmoud - El Salvador - Lisveth Interiano - Escócia - Angel Collins - Eslováquia - Lenka Tekeljaková - Espanha - Estilbe Hernández | - Estados Unidos - Alexis Sherrill - Etiópia - Misker Kassahun - Filipinas - Joanna Eden - França - Oceane Pernodet - Gibraltar - Aisha Ben Yahya - Guadalupe - Jenifer Geran - Guiana - Jaleesa Peterkin - Haiti - Jean Chrystelle - Holanda - Milenka Janssen - Hungria - Korinna Kocsis - Índia - Srinidshi Shetty - Indonésia - Intan Aletrino - Inglaterra - Angelina Kali - Jamaica - Olivia Dwyer - Japão - Risa Nagashima - Kosovo - Elina Berdica - Macau - Alicia Ung - Malásia - Julylen Liew - Malta - Dajana Laketic - Maurício - Ambika Callychurn - México - Cynthia de la Vega - Mongólia - Britta Buyantogtokh - Mianmar - Swe Zin Htet - Nepal - Pooja Shrestha | - Nigéria - Adaeze Obasi - País de Gales - Joey Staerkle - Panamá - Leydis González - Paraguai - Viviana Florentín - Peru - Silvana Vásquez - Polônia - Ewa Mielnicka - Portugal - Linda Cardoso - Porto Rico - Velmary Cabassa - República Checa - Michaela Havová - Romênia - Sinziana Sirghi - Ruanda - Colombe Akiwacu - Rússia - Vlada Gritsenko - Singapura - Chloe Xu - Sri Lanca - Ornella Gunesekere - Suécia - Moa Johandersson - Suíça - Nadine Oberson - Suriname - Jaleesa Pigot - Tailândia - Chathadaporn Kimakorn - Trindade e Tobago - Lia Ross - Turquia - Damla Figan - Ucrânia - Lenna Anastasiia - Venezuela - Valeria Vespoli - Vietnã - Khả Trang |  |

## Histórico

### Estatísticas
Candidatas por continente:
- Europa: 25. (Cerca de 35% do total de candidatas)
- Américas: 22. (Cerca de 31% do total de candidatas)
- Ásia: 16. (Cerca de 23% do total de candidatas)
- África: 7. (Cerca de 10% do total de candidatas)
- Oceania: 1. (Cerca de 1% do total de candidatas)

### Desistências
- Irlanda - Shannen McGrath
- Irlanda do Norte - Keely Atkinson
- República Dominicana - Alexandra Elizabeth Párker
- Serra Leoa - Naomi Kargbo

## Crossovers
Candidatas em outros concursos internacionais:
| Miss Universo - 2019: Mianmar - Swe Zin Htet - (Representando a Mianmar em TBA) Miss Internacional - 2015: Polônia - Ewa Mielnicka - (Representando a Polônia em Tóquio, no Japão) Miss Terra - 2009: Hungria - Korinna Kocsis - (Representando a Hungria em Boracay, nas Filipinas) Miss Grand International - 2014: Malta - Dajana Laketic - (Representando Malta em Bancoque, na Tailândia) - 2014: Mongólia - Britta Buyantogtokh - (Representando a Mongólia em Bancoque, na Tailândia) - 2015: Coreia do Sul - Dasol Lee - (Representando a Coreia do Sul em Bancoque, na Tailândia) - 2015: Sri Lanca - Ornella Gunesekere (Top 10) - (Representando o Sri Lanca em Bancoque, na Tailândia) - 2015: Ucrânia - Anastasiia Lenna (Top 20) - (Representando a Ucrânia em Bancoque, na Tailândia) - 2016: França - Oceane Pernodet - (Representando a França em Las Vegas, nos Estados Unidos) Miss Intercontinental - 2012: Romênia - Sinziana Sirghi - (Representando a Romênia em Aachen, na Alemanha) | Miss Globo - 2015: França - Oceane Pernodet (5º. Lugar) - (Representando a França em Toronto, no Canadá) Miss Mundo Universitária - 2014: Singapura - Chloe Xu - (Representando Gangwon em Seul, na Coreia do Sul) Miss Global Beauty Queen - 2015: Brasil - Clóris Junges (Top 15) - (Representando o Brasil em Seul, na Coreia do Sul) - 2015: Portugal - Linda Cardoso - (Representando Portugal em Seul, na Coreia do Sul) Miss All Nations - 2016: Singapura - Chloe Xu - (Representando Singapura em Nanjing, na China) Miss Eco Universo - 2016: Vietnã - Khả Trang - (Representando o Vietnã em Seul, na Coreia do Sul) Rainha do Turismo Internacional - 2013: França - Oceane Pernodet (Top 10) - (Representando a França em Xianning, na China) Top Model of the World - 2015: Costa Rica - Paola Chacón (Top 17) - (Representando a Costa Rica em El Gouna, no Egito) Miss Model of the World - 2012: Mongólia - Britta Buyantogtokh (Top 36) - (Representando a Mongólia em Hangzhou, na China) |